# خالد پشتون
خالد پشتون (زاده ۱۳۳۸ ولایت قندهار) سیاستمدار افغانستان و نماینده مردم ولایت قندهار در دوره‌های پانزدهم و شانزدهم مجلس نمایندگان است. وی در مجلس شانزدهم نمایندگان افغانستان عضو کمیسیون امور دفاعی و تمامیت ارضی می‌باشد.

## زندگی‌نامه
خالد پشتون زاده ۱۳۳۸ از شهر قندهار می‌باشد. او سند لیسانس خود را در رشته تجارت و اداره از دانشگاه کالیفرنیا در آمریکا به دست آورد

## دیگر فعالیت‌ها
دیگر فعالیت‌های او:
- معلم در مکتب تجربوی ولایت قندهار (۱۹۷۹–۱۹۸۰).
- کارمند در دستگاه ساختمانی افغانی در شعبه محاسبه (۱۹۸۰–۱۹۸۱).
- فعالیت در بانک‌های آمریکا (۱۹۸۵).
- منیجر در کمپانی کلپک کامپیوتر (۱۹۹۰–۱۹۹۵).
- فعالیت تجارت شخصی
- رئیس ارتباط خارجه و نمایندگی سیاسی حوزه جنوب غرب در ولایت قندهار و سخنگوی و مشاور سیاسی والی ولایت قندهار(۲۰۰۱–۲۰۰۳).
- عضو لویه جرگه اضطراری
- نماینده مردم قندهار در دوره پانزدهم پارلمان افغانستان.